# رفعت خانكان
رفعت محمد خانكان (1903م_1970م) عسكري وسياسي سوري من دمشق.

## ولادته وتحصيله
رفعت بن محمد خانكان من مواليد دمشق 1903م درس بمدارس دمشق وسنة 1922م تطوع في (المدرسة الحربية) وتدرج في الرتب العسكرية في القطعات الخاصة.

## عمله ووظائفه
- كان واحدًا من الضباط السوريين الذين كلفوا باستلام القطعات من الفرنسيين في 1 آب 1945.[2]
- رئيس المحكمة العسكرية في القنيطرة
- مدير لإدارة التجنيد العامة
- مستشار منتدب لدى محكمة التمييز.[3]
- وزيراً للدفاع في حكومة أديب الشيشكلي من التاسع عشر من تموز عام 1953م، لغاية حتى الأول من آذار عام 1954م.[4][5][6][7][8]
- وزير للداخلية بالوكالة بعد استقالة نوري الإيبش وزير الداخلية، وذلك بموجب المرسوم رقم 988 الذي صدر في الثالث من تشرين الأول عام 1953م.
- أحيل إلى التقاعد برتبة لواء أوائل عام 1953م
- مدير مديرية الأمن الداخلي لمدة أربعة أشهر.[1]

## وفاته
توفي في دمشق سنة 1970.